# Benkara sinensis
Benkara sinensis là một loài thực vật có hoa trong họ Thiến thảo. Loài này được (Lour.) Ridsdale mô tả khoa học đầu tiên năm 2008.